# Église Saint-Martin de Marseille
Pour les articles homonymes, voir Église Saint-Martin.
L’église Saint-Martin de Marseille  est une ancienne collégiale de style gothique qui était située dans le  1er arrondissement de Marseille  et a été rasée en 1887 pour la réalisation de la rue Colbert. Elle ne doit pas être confondue avec l'église Saint-Martin d'Arenc construite en 1913 et située rue Mirés dans le  3e arrondissement de Marseille.

## Origine
La date de fondation de cette église n'est pas connue avec certitude. L'église Saint-Martin est mentionnée pour la première fois au milieu du XIe siècle dans le cartulaire de Saint-Victor. La délimitation des paroisses voisines des Accoules et de Saint-Martin entraîne la rédaction de deux actes, l'un de 1064 l'autre de 1163. Cette église se situe à l'intérieur des remparts médiévaux de 1190 et de 1250.  Cette petite église est agrandie au début du XVIe siècle grâce aux dons de Barthélemy Reynaud « homme de basse naissance, mais très riche et très charitable ». La statue de ce bienfaiteur en pierre polychrome qui se trouvait à l'intérieur de l'église, est maintenant exposée au musée d'histoire de Marseille. En 1536 le pape Paul III, à la demande du vicaire perpétuel Philippe Rigaudi, érige cette paroisse en collégiale dont le chapitre est composé de six chanoines placés sous l'autorité d'un prévôt. Le pape précise également que deux vicaires exerceront la cure à l'égard des paroissiens. Quelques années plus tard, en 1596, l'édification d'un clocher massif et carré est commencée et ne sera terminée qu'en 1620. 
Pendant la Révolution, le curé de Saint-Martin, l'abbé Mérentier, fait partie des prêtres assermentés. Il sera rejoint par un autre prêtre, l'abbé Cavalier. En 1794, pendant la Terreur, l'abbé Mérentier parviendra à échapper aux recherches, en revanche l'abbé Cavalier est guillotiné en bas de la Canebière.
Peu avant sa démolition cette église mesurait 47 m de long, 35 m de large et 15 m de haut. La surface occupait environ 1 350 m2 et pouvait accueillir 2 200 personnes.

## Le meurtre d'un chanoine
En 1592 le prévôt de l'église Saint-Martin était Jacques d'Ollières qui avait sous son autorité les six chanoines suivants : Pierre Massicy, Giraud Bontemps, François Reynaud, Michel Giraudy, Henri de Brancolis et le plus âgé Michel Abram. À cette époque un seul vicaire exerçait cette fonction : Pierre Boyer. 
Le lundi 16 novembre 1592 la logeuse du chanoine Michel Abram, Madame Louise d'Alby, épouse de François Armand seigneur de la Garcinière, constate que son locataire a disparu. Après diverses recherches le cadavre de Michel Abram est découvert dans une tombe de la chapelle dédiée à saint Roch dans l'église Saint-Martin. Charles de Casaulx, premier consul de Marseille, fait immédiatement arrêter les chanoines de ladite église. L'instruction du crime est diligentée par Mr Balthazar Granier, lieutenant du sénéchal, assisté de Louis Vento, lieutenant assesseur.
Très vite les soupçons se portent sur Henri de Brancolis qui, avant la découverte du cadavre d'Abram, avait cherché à obtenir l'attribution du prieuré de Cogolin qui appartenait à la victime. Le 13 décembre 1592 Brancolis est arrêté au château de Forcalqueiret où il s'était rendu pour obtenir du prévôt de Pignans ledit prieuré. Après instruction il s'avère que le chanoine Abram a bien été assassiné par son collègue Brancolis avec l'aide du vicaire Pierre Boyer. Ils sont tous les deux condamnés à mort. Avant d'être exécuté, Brancolis doit être dégradé de sa fonction ecclésiastique par l'évêque de Marseille Frédéric Ragueneau ; ce dernier détesté par la population marseillaise et craignant pour sa personne refuse de venir dans la ville. L'évêque de Sisteron puis celui d'Arles se désistent également. Seul l'évêque de Cavaillon accepte de procéder à cette dégradation . L’exécution de Brancolis peut alors avoir lieu ; le 19 février 1593 il est soumis à la torture du chevalet, ensuite sa main droite qui a frappé sa victime est tranchée à la hache sur un billot et enfin il est brûlé vif sur le parvis de l'église saint-Martin. Son complice, le vicaire Boyer, sera pendu le 23 février 1593.

## La démolition
Lors de la visite à Marseille effectuée par Napoléon III du 8 au 10 septembre 1860, le maire Louis-Philippe Lagarde fait adopter par l'Empereur le projet de percement d'une rue reliant à travers les vieux quartiers, le Vieux-Port au nouveau port de la Joliette. Malgré leur gigantisme les travaux seront rapidement menés de 1862 à 1864. Cette rue prendra le nom de Rue Impériale, puis rue de la République. Le 23 février 1882 la municipalité marseillaise décide de poursuivre cette rénovation en reliant la place Sadi Carnot, située à peu près au milieu de la rue de la République, au point de jonction du cours Belsunce et de la rue d'Aix . Cette nouvelle voie prendra le nom de rue Colbert.
Malgré les contestations de certains, le projet sera exécuté et entraînera la démolition de l'église placée sur le tracé. Les travaux, bien que beaucoup moins importants que ceux de la rue de la République, dureront quatre ans. L'église Saint-Martin sera démolie en 1887. Afin de conserver une trace du chantier et des travaux réalisés ainsi que de l'intérieur de l'église, la municipalité passera une commande au célèbre photographe Adolphe Terris qui avait déjà réalisé des nombreux clichés de la ville notamment ceux des travaux de la rue de la République. Moins bien réussies que celles de la rue de la République, les vues de la rue Colbert ne semblent pas avoir été réalisées par Terris lui-même mais par son jeune associé Rogliano. La ville de Marseille refusera d'acquérir ce dernier album ; ce n'est que vingt ans plus tard qu'elle l’achètera pour un prix modeste à Lucien Terris, fils aîné d'Adolphe, également photographe.

## Les vestiges
Pendant la démolition de cette collégiale, quelques vestiges ont pu être conservés grâce à M. de Marin de Carranrais, membre de la commission des édifices diocésains de Marseille. L'extension du musée d'histoire de Marseille réalisée en 2013 a permis d'y exposer ces vestiges. On peut y admirer les œuvres suivantes :
- Une mandorle ou gloire sculptée par Antoine Duparc  au centre de laquelle se trouvait le tabernacle et qui soutenait la croix de l'autel principal ; l'abbé Jules Louche, vicaire à Saint-Martin, décrit ainsi cet ornement : « Antoine Duparc enrichit cet autel d'une gloire où figurent quatre anges adorateurs remarquables par le sentiment du modelé, la finesse de l'exécution et la piété de l'attitude. Les deux inférieurs sont à genoux, pendant que les deux autres soutiennent avec élégance le piédestal de la croix »[22].
- Une statue en pierre polychrome représentant Barthélemy Reynaud, bienfaiteur de l'église.
- Deux bénitiers en marbre ; l'un est constitué d'une vasque supportée par une colonne décorée d'angelots et de draperie, l'autre représente deux anges tenant une urne.

Sculptures en marbre
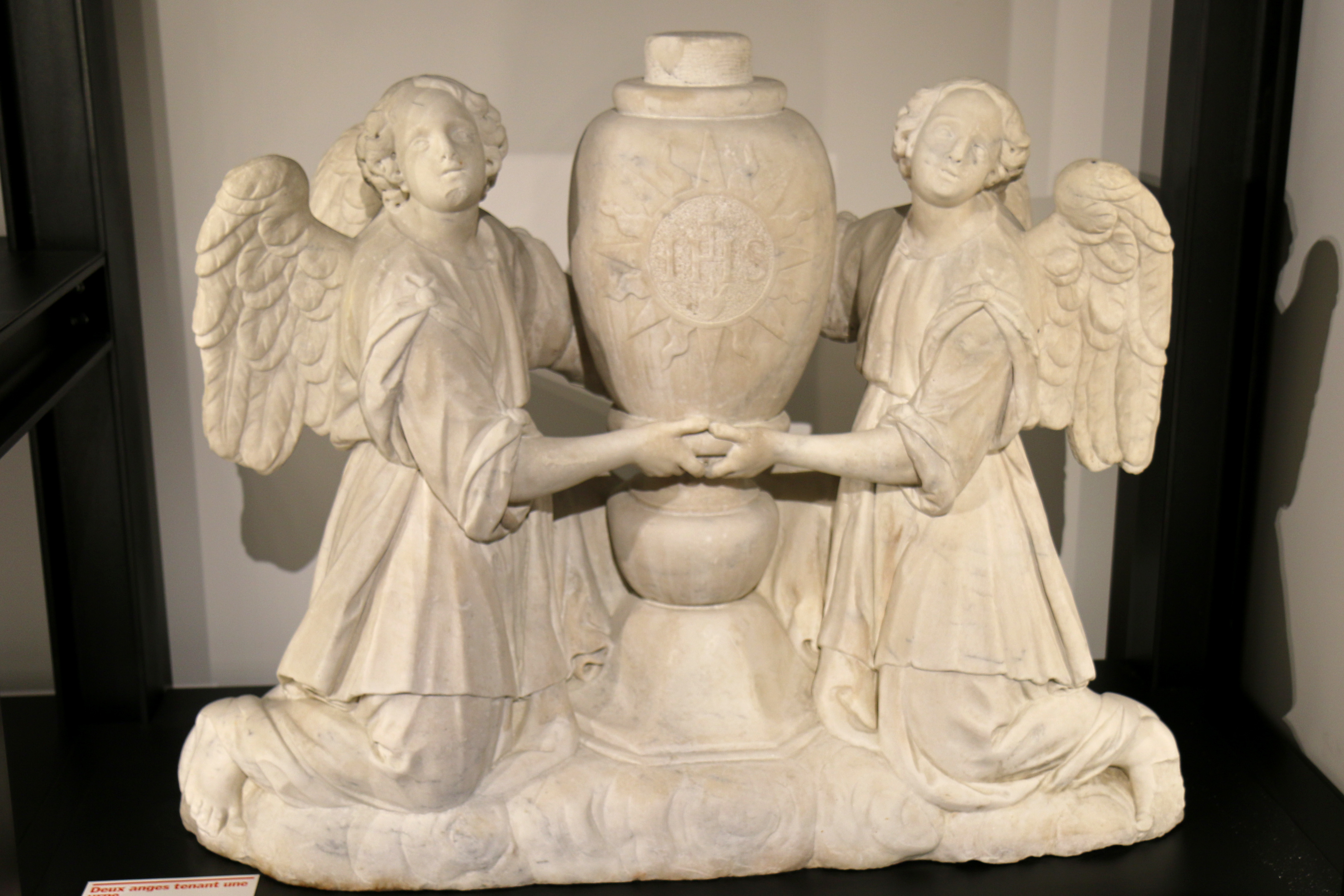
Bénitier représentant deux anges tenant une urne.
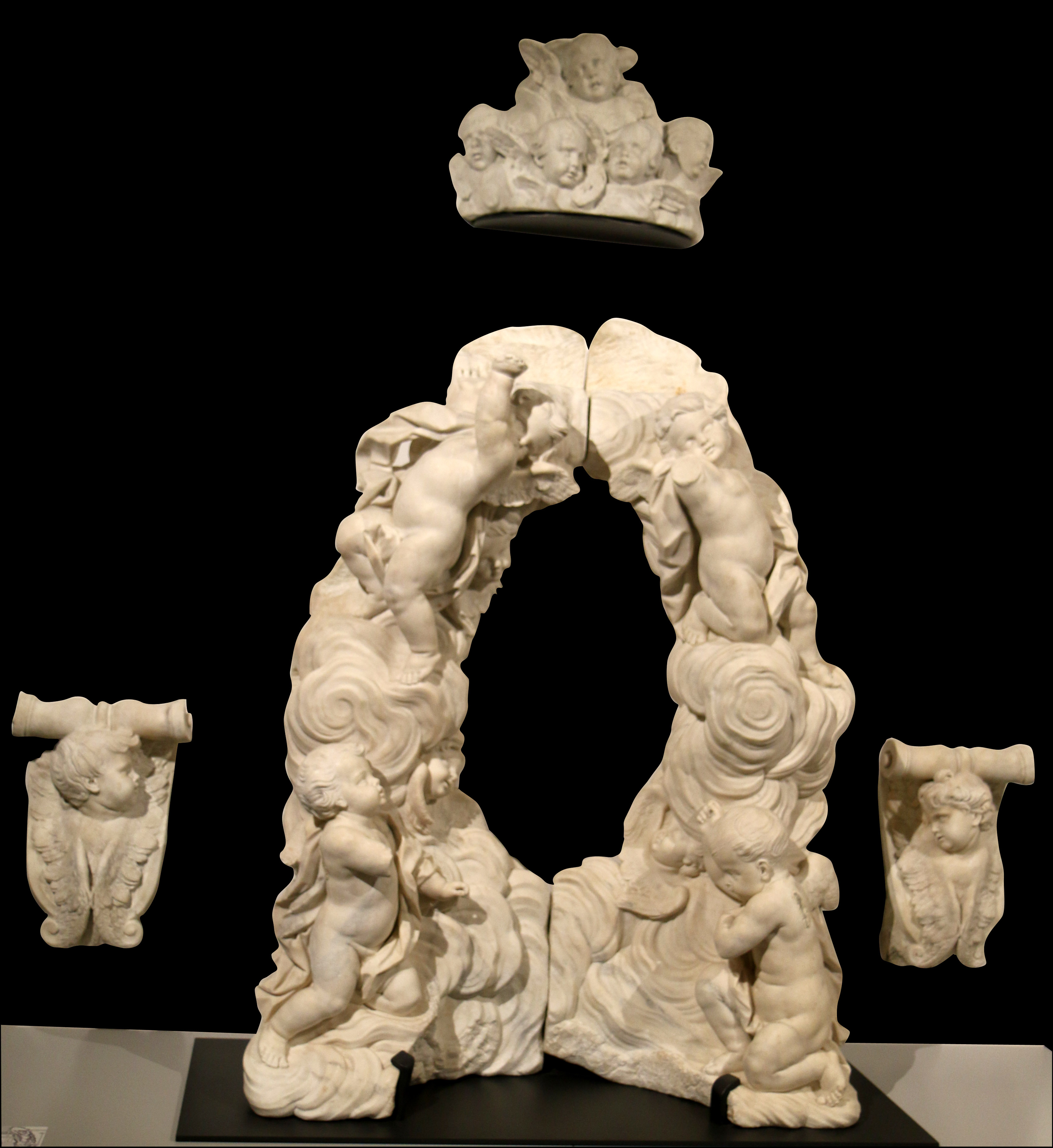
Mandorle en marbre sculptée par Antoine Duparc.
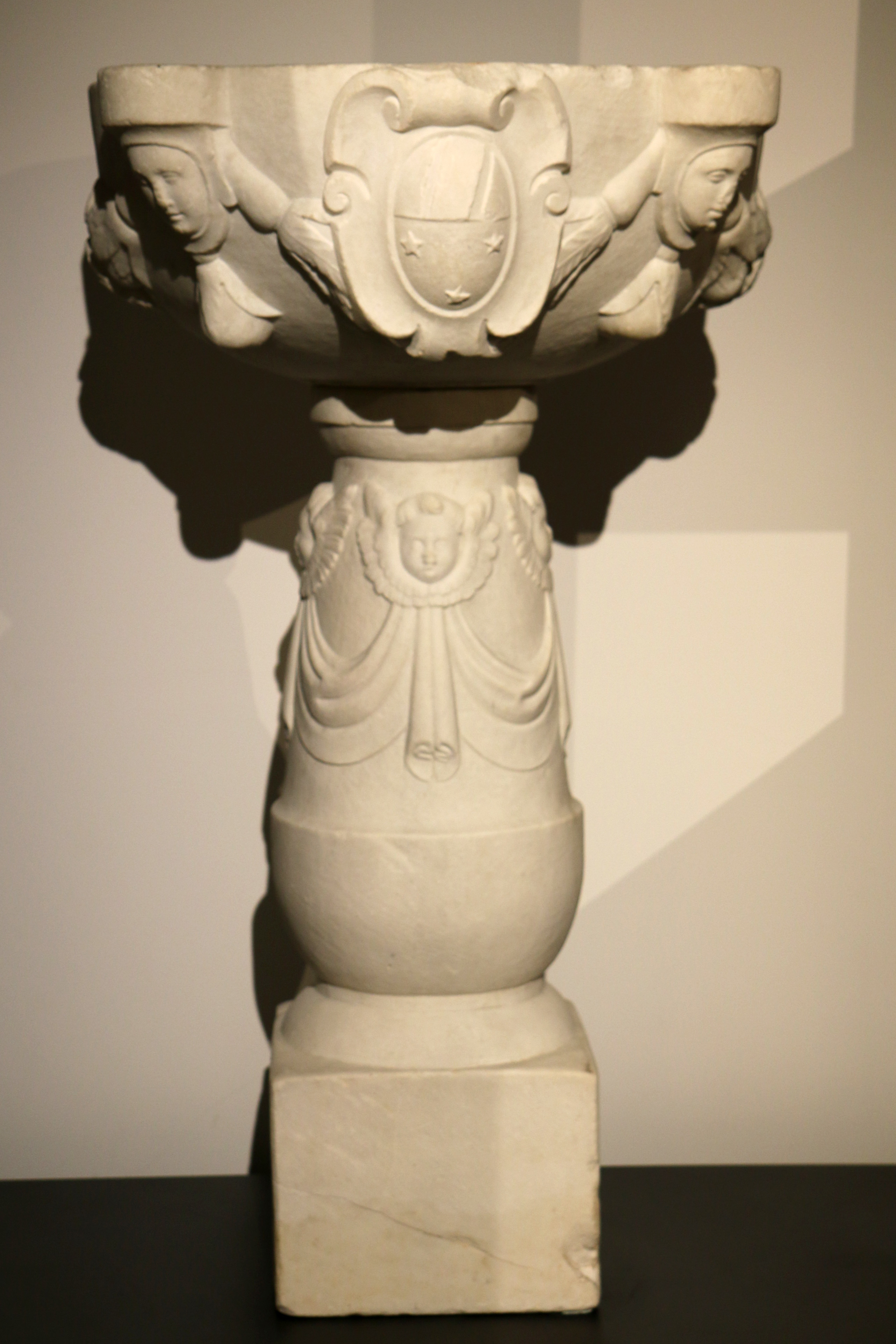
Bénitier : vasque sur colonne.
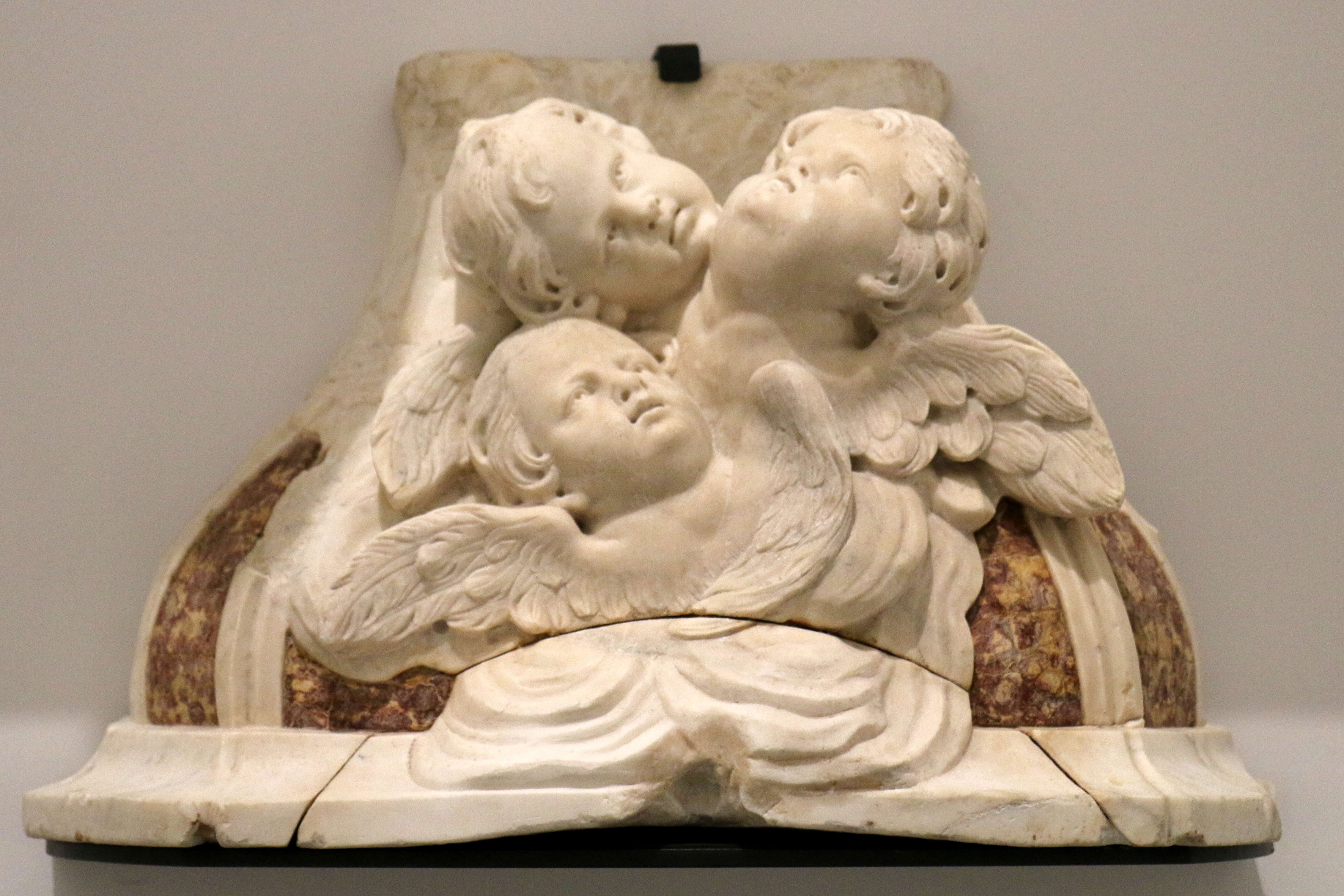
Groupe de trois anges.

- Vingt-quatre chapiteaux choisis, parmi les quarante-deux retrouvés, pour leur bon état de conservation et l'intérêt de leur décoration. Ils ont été cependant tous restaurés.

Chapiteaux
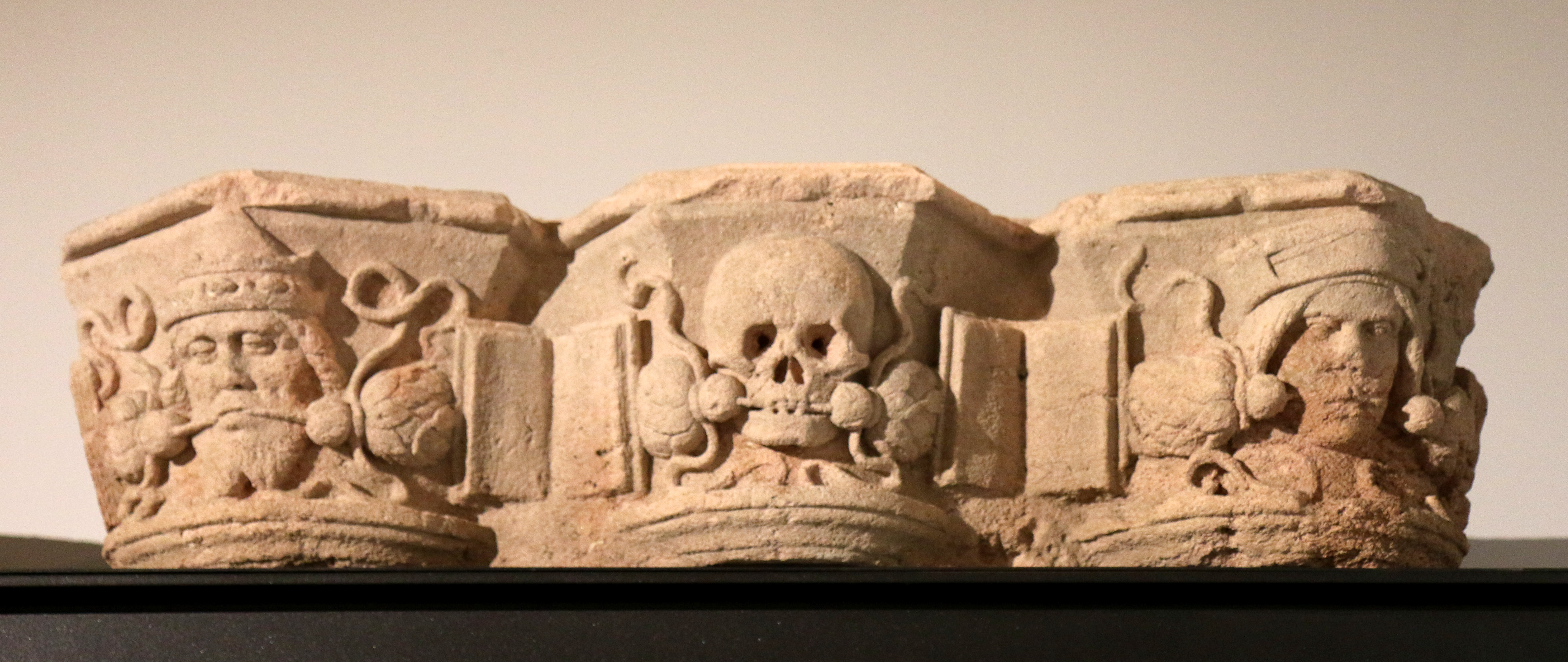
Chapiteau triple orné en son centre d'une tête de mort.
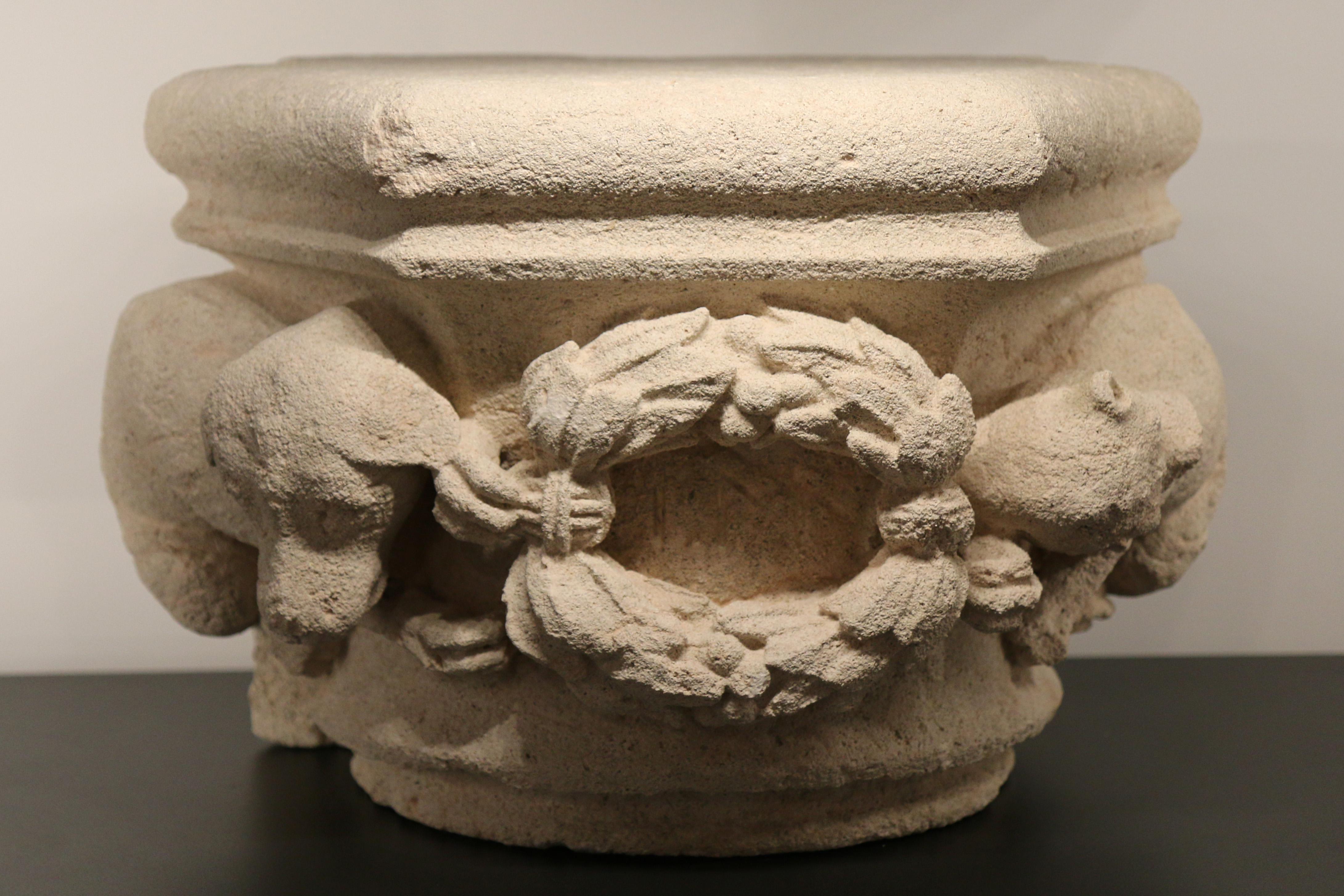
Deux têtes de chiens de part et d'autre d'une couronne de lauriers.
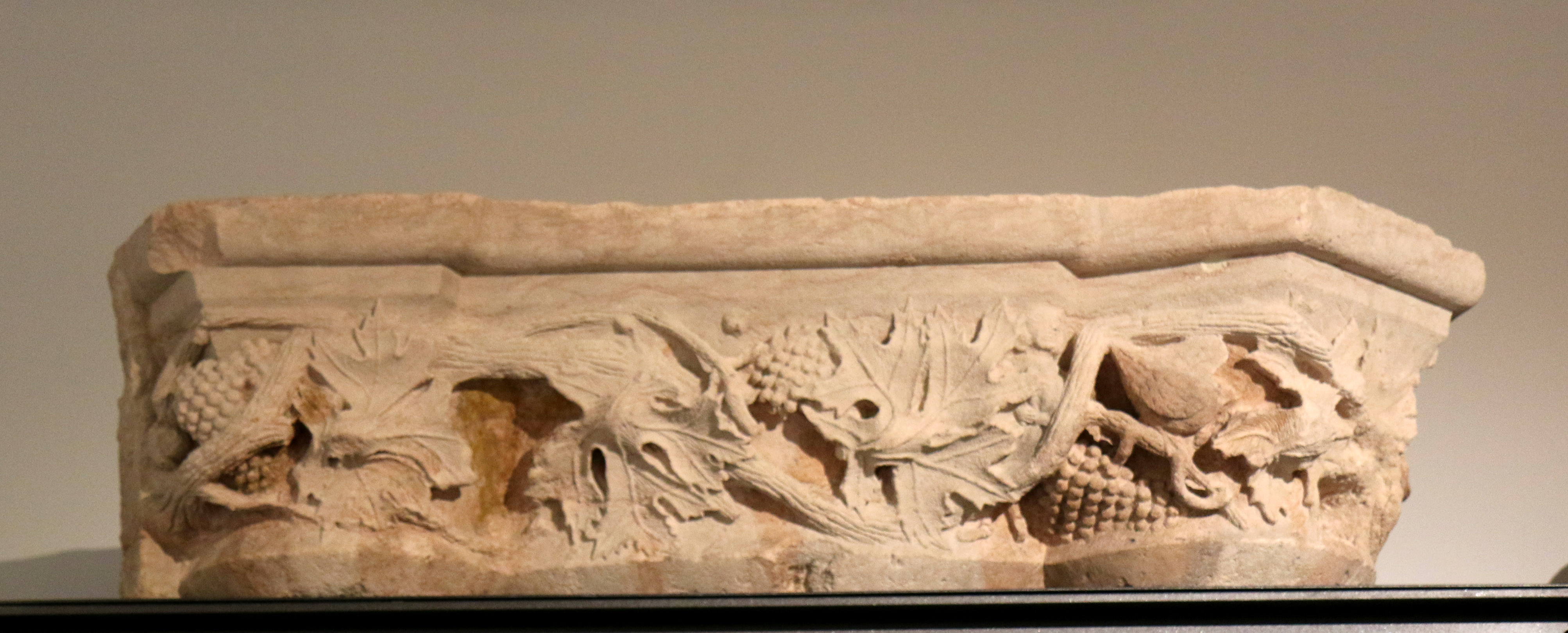
Feuilles de vigne.